# Jatropha villosa
Jatropha villosa là một loài thực vật có hoa trong họ Đại kích. Loài này được Wight mô tả khoa học đầu tiên năm 1846.